# Płyta humacka

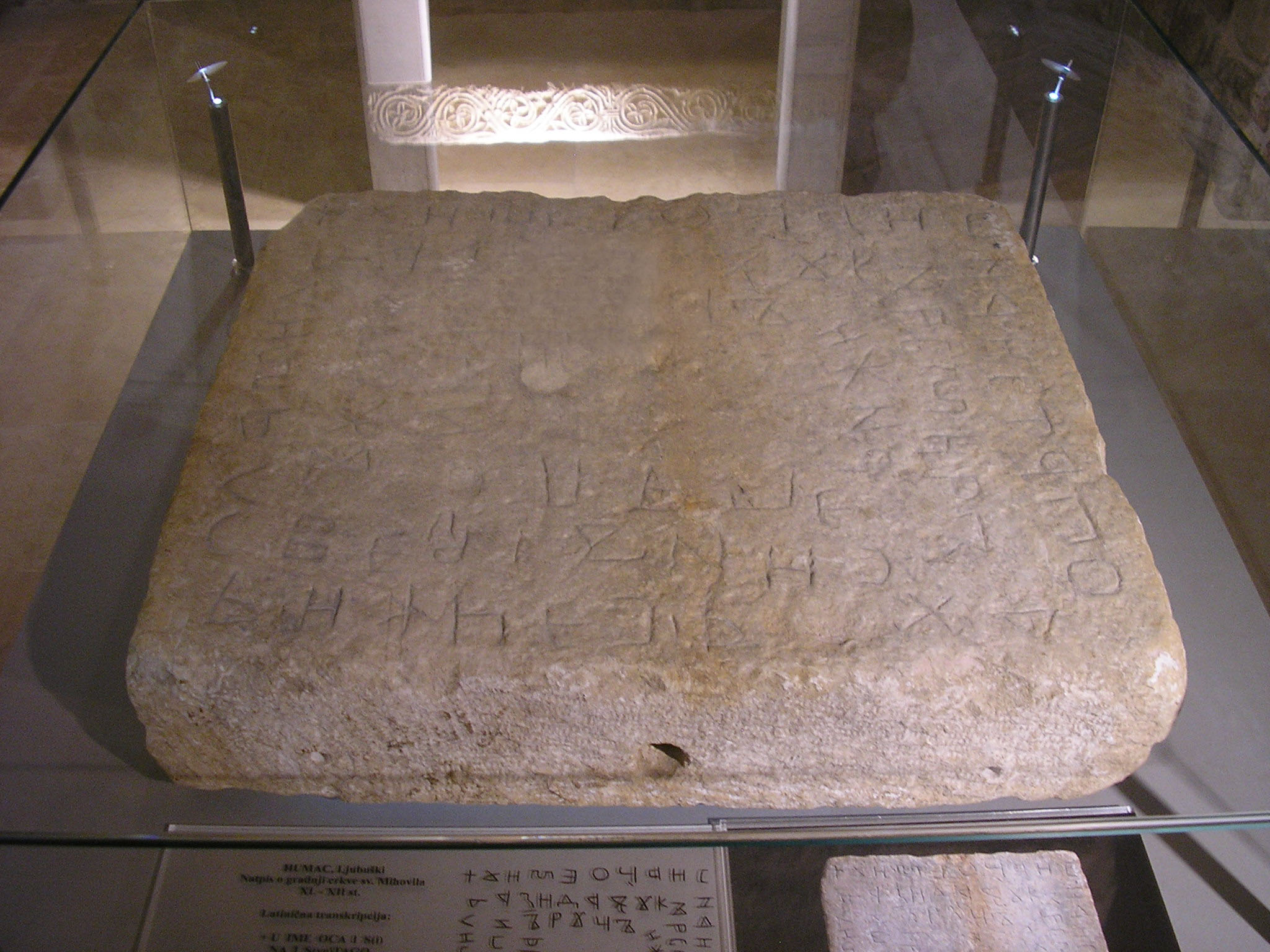
Płyta humacka

Płyta humacka – jedna z najstarszych inskrypcji cyrylickich z terenu Bośni i Hercegowiny.
Datowana na X/XI wiek kamienna płyta znajduje się obecnie w klasztorze franciszkańskim w miejscowości Humac niedaleko Ljubuški. Wyryty na niej napis upamiętnia wzniesienie nieistniejącego już obecnie kościoła św. Michała w miejscowości Gračina przez miejscowego żupana i jego żonę. Grafika napisu stanowi świadectwo przechodzenia z głagolicy na cyrylicę, w tekście użyto kilku głagolickich liter. Treść inskrypcji głosi:
U ime otca i sina i svetaho duha. A se crki arhanđela Mihaila a zida ju Kъsmirъ sin Bretъ župi [?]runъ i ž[e]na jego Pavica